# Erica filipendula
Erica filipendula är en ljungväxtart. Erica filipendula ingår i släktet klockljungssläktet, och familjen ljungväxter.

## Underarter
Arten delas in i följande underarter:
- E. f. filipendula
- E. f. parva
- E. f. major

## Bildgalleri

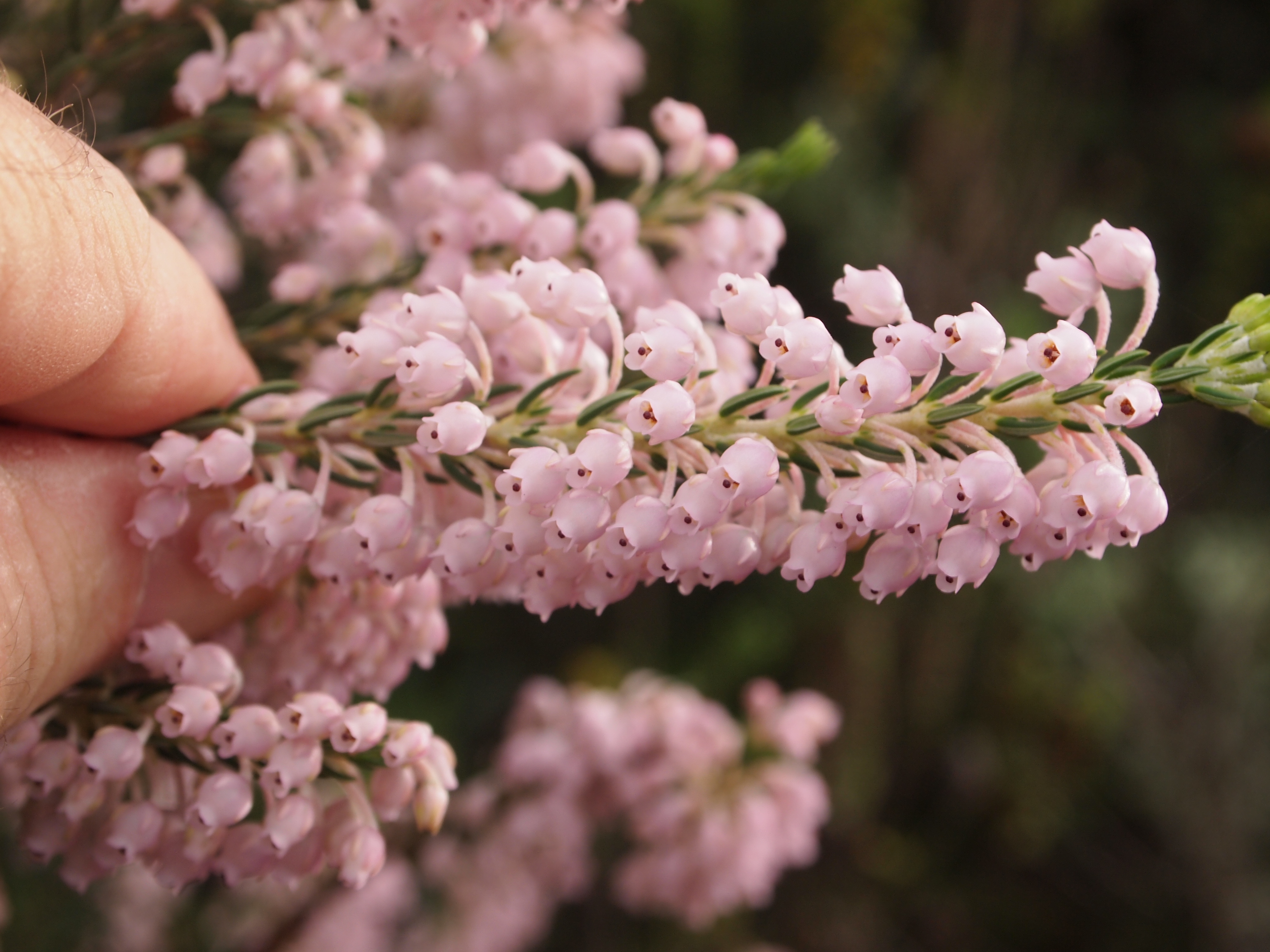
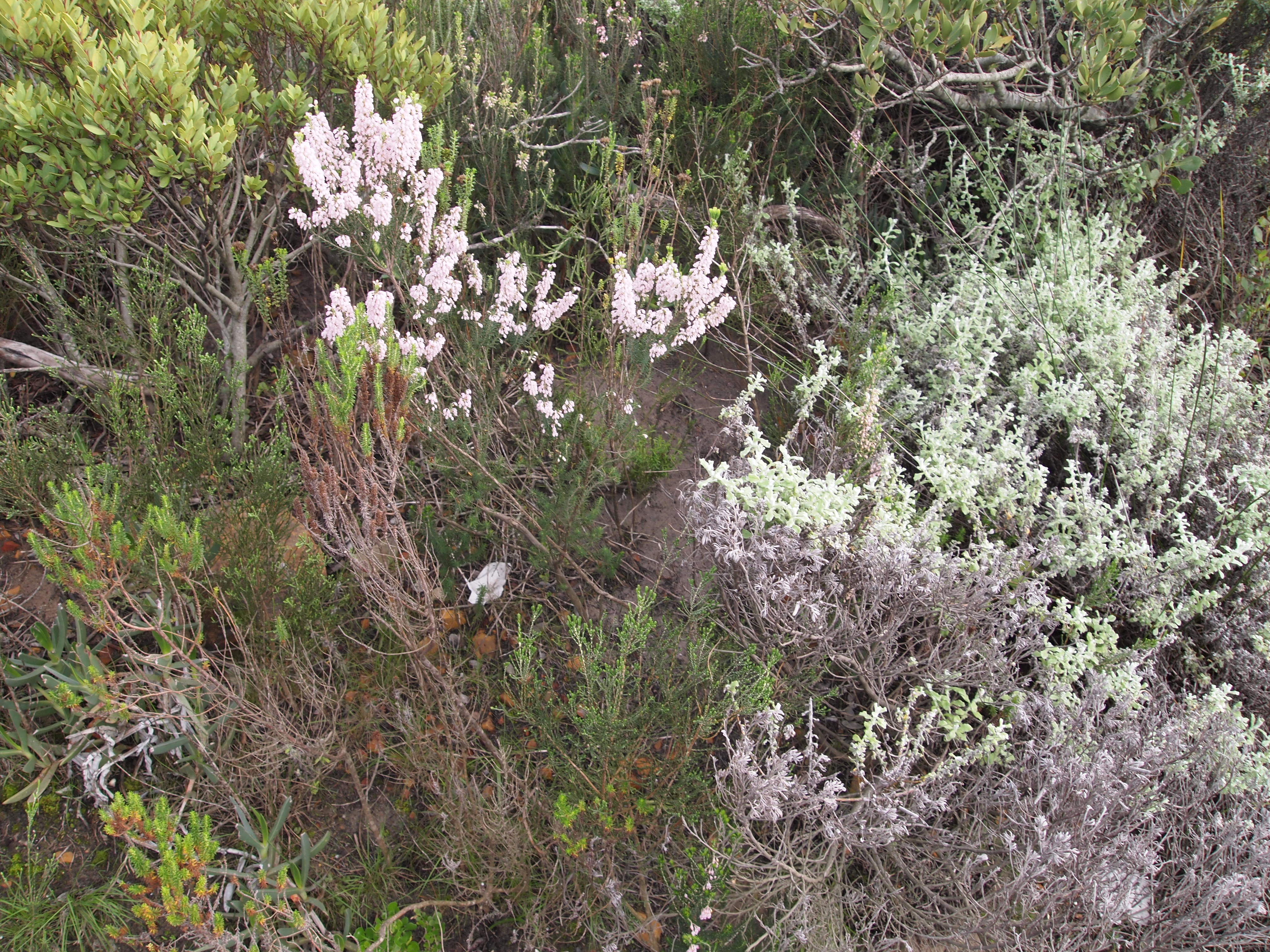